# Especial de televisão sem título do Justiceiro
O especial de televisão sem título Justiceiro é um futuro especial de televisão estadunidense dirigido por Reinaldo Marcus Green e escrito por Green e Jon Bernthal para o serviço de streaming Disney+, baseado no personagem Justiceiro, da Marvel Comics. Será o terceiro Marvel Studios Special Presentation no Universo Cinematográfico Marvel (MCU), compartilhando a continuidade com os filmes e séries de televisão da franquia. O especial é produzido pela Marvel Studios e o segundo projeto do MCU centrado no personagem, após a série de televisão The Punisher (2017–2019), que foi produzida pela Marvel Television e lançada originalmente na Netflix.
Bernthal reprisa seu papel como Frank Castle / Justiceiro da série de televisão da Marvel da Netflix e da série do Disney+, Daredevil: Born Again (2025–presente), com Jason R. Moore e Roe Rancell também estrelando. Após o cancelamento de The Punisher em 2019, Bernthal foi escalado para Born Again em março de 2023. Um especial com seu personagem foi concebido durante as filmagens da primeira temporada da série, com Bernthal e Green sendo revelados trabalhando no projeto com a Marvel Studios em fevereiro de 2025. As filmagens começaram em meados de julho na cidade de Nova York e foram encerradas no início de agosto.
O especial está previsto para ser lançado em 2026, como parte da Fase Seis do MCU.

## Elenco
- Jon Bernthal como Frank Castle / Justiceiro: Um vigilante que visa lutar contra o submundo do crime por todos os meios necessários, não importa quão letais sejam os resultados.[1]
- Jason R. Moore como Curtis Hoyle: Um amigo próximo de Castle e ex-membro do SARC da Marinha dos EUA, que se tornou líder de um grupo de terapia após perder a parte inferior da perna esquerda em combate.[2]

Além disso, Roe Rancell foi escalado como Dennis. A personagem Ma Gnucci deve aparecer no especial.

## Produção

### Plano de fundo
Em junho de 2015, Jon Bernthal foi escalado como o personagem Justiceiro da Marvel Comics para a segunda temporada da série Daredevil, da Netflix (2015–2018), produzida pela Marvel Television. Em abril de 2016, a Netflix encomendou a série spin-off, The Punisher (2017–2019), com Bernthal reprisando seu papel como Frank Castle / Justiceiro. Ambas as séries foram canceladas no final de fevereiro de 2019, não muito antes da Marvel Television ser incorporada à Marvel Studios, a produtora por trás dos filmes do Universo Cinematográfico Marvel (MCU). Uma série revival do Disney+ intitulada Daredevil: Born Again (2025–presente) foi anunciada pela Marvel Studios em julho de 2022. Bernthal deveria reprisar seu papel em março de 2023, mas logo deixou a série porque não concordava com a direção que Castle estava tomando. Depois que Born Again passou por uma reformulação criativa e o ex-roteirista de The Punisher, Dario Scardapane, foi contratado como showrunner, Bernthal retornou e deu sua contribuição na interpretação do personagem. Ele sentiu que a primeira temporada de Born Again "abriu as portas para me aproximar do Frank Castle que eu realmente quero retratar".

### Desenvolvimento
Durante as filmagens da primeira temporada de Born Again, Bernthal concebeu uma história para um especial de televisão focado no Justiceiro. A Marvel Studios analisou alguns dos roteiros anteriores de Bernthal e pediu que ele desenvolvesse uma proposta para o especial antes de prosseguir. Ele disse que não queria que eles "simplesmente me entregassem a responsabilidade... eles me responsabilizaram por cada passo do caminho. Eu realmente quero merecer isso e realmente quero que seja bom". Brad Winderbaum, chefe de streaming, televisão e animação da Marvel Studios, revelou que o especial estava em desenvolvimento sob o selo "Marvel Studios Special Presentation" em fevereiro de 2025. Reinaldo Marcus Green foi escolhido para dirigir o especial e estava escrevendo o roteiro com Bernthal, depois de trabalharem juntos no filme King Richard (2021) e na minissérie We Own This City (2022). Winderbaum disse que o personagem era muito importante para Bernthal, que, segundo ele, transformou o Justiceiro em um "ícone". O especial será a primeira obra produzida a partir do roteiro de Bernthal. A intenção é que ele receba uma classificação TV-MA.

### Roteiro
Winderbaum disse que o Justiceiro era movido pela dor, vingança e justiça, e sentiu que o personagem era mais interessante em histórias que exploravam como sua filosofia levava a maneiras específicas de buscar justiça. Ele descreveu o especial como "uma história explosiva, mas também tem todo o pathos e emoção que você espera de uma história de Frank Castle". Bernthal disse que o especial seria uma "versão que esse personagem merece" e não uma "versão leve do Justiceiro". Ele acrescentou que o especial teria "a versão visceral, psicologicamente complexa, implacável e sem barreiras de Frank, em que ele viraria as costas para o público. E nada é fácil e toda violência tem um custo, e vamos ver esse custo. Sou grato por eles me deixarem ir aos lugares que eu realmente quero ir". Bernthal trouxe o ex-fuzileiro naval Nick Koumalatsos, que o ajudou a treinar para Born Again, como consultor do especial.

### Elenco
Bernthal estava confirmado para reprisar seu papel como Frank Castle / Justiceiro no especial quando este foi anunciado. Em julho de 2025, fotos do set revelaram Roe Rancell no papel coadjuvante de Dennis, bem como Jason R. Moore reprisando seu papel como Curtis Hoyle, de The Punisher.

### Design
Michael Shaw foi o designer de produção do especial, depois de trabalhar nas duas temporadas de Born Again.

### Filmagem
As filmagens principais começaram em 17 de julho de 2025, na cidade de Nova York, sob o título provisório Jolly Roger, com Robert Elswit definido como diretor de fotografia. As filmagens ocorreram no Queens na Jamaica Avenue, assim como perto do Cemitério Green-Wood no Brooklyn. O exterior do edifício exibia placas do Gnucci's Family Restaurant, que se acredita ser uma referência à Ma Gnucci e à família criminosa Gnucci. As filmagens ocorreram ao longo de 12 dias e terminaram em 4 de agosto de 2025.

## Lançamento
O especial será lançado no Disney+ em 2026 junto com a segunda temporada de Born Again, como parte da Fase Seis do MCU.